# 闇色のスノードロップス
闇色のスノードロップス（やみいろのスノードロップス）とは、Irisから2011年7月29日に発売されたアダルトゲーム。

## 解説
ビジュアルアーツ傘下のブランドのデビュー作となるアダルトゲームで、同人サークルCottonClubが2007年12月に発表した『くれうた』が元になっているが、『くれうた』から変更された点も存在する。
新聞販売店を舞台に心の闇を中心とした人間ドラマを描いた作品である本作は、大まかに「凌辱ルート」と「悲哀ルート」と「グッドルート」の3ルートに分かれているほか、Extraシナリオも存在する。

## あらすじ
二浪している浪人生の緒川 孝志は、目標もなくだらだらと日々を過ごしていた。ある日、孝志の叔母の緒川 椿から、彼女の家に下宿をしながら受験勉強しないかと持ちかけられた。
新聞販売店に来た孝志は幼馴染や従妹をはじめとする知人たちと再会し、楽しい時を過ごしていた。だが、彼女達の周りには悪意が忍び寄り、その存在に気付いた孝志をも巻き込もうとしていた。

## 登場人物
緒川 孝志(おがわ たかし)
主人公である浪人生。「凌辱ルート」ではヒロインたちを毒牙にかける。

### メインヒロイン
橘 歩美（たちばな あゆみ）
声：御子神猫
孝志の遠縁の従妹。椿の妹である母親を半年前に亡くし、母方の伯母である椿の元で暮らしている。無口な性格。
見た目が幼いため子ども扱いされやすいが、本人はあまり気にしていない。
長谷川 雪乃（はせがわ ゆきの）
声：鈴峰りお
孝志の幼なじみで、孝志の実家近くの養護学校で幼少期を過ごしてきた。現在は孝志の志望校に通いつつも新聞奨学生として住み込みで新聞販売店で勤務している。
小島 茜（こじま あかね）
声：金田まひる
新聞販売店のアルバイト店員で、悠依のただ一人の友人。
緒川 悠依（おがわ ゆい)
声：片倉ひな
孝志のもう一人の従妹で、孝志を兄のように慕ってきた。心臓の病気のため、病院にいることがほとんどだった。

### サブキャラクター
押阪 忍（おしざか しのぶ)
声：小野原マイミ
新聞販売店の店員で、口数が少ない。かつては新聞奨学生だった。
緒川 椿（おがわ つばき)
声：流石いちご
新聞販売店の経営者の妻で。孝志の叔母。歩美の母親の妹でもあり、歩美にとっては唯一の血縁者。
萩原 今日子（はぎわら きょうこ)
声：春日アン
雪乃と同じ大学の生徒で、ファミリーレストランでアルバイトしている。

## スタッフ
- 原画:ふくみみ、GEISYA
- シナリオ:綾那
- 音楽: Meeon
- オープニング :hime+(vo.小田ユウ)
- エンディング: hime+(vo.yukiko)